# Троян (культиватор)
Троян — найпростіший культиватор. Знаряддя складається з трьох поздовжніх валків. Знизу забивалися три ральники з залізними наральниками, розташовані трикутником. Середній валок був довшим і правив за дишло. Задня частина спиралася на вісь з двома колесами, а спереду для рівноваги слугував ще й полоз. Ральники кріпилися до валків болтами з гайками. Використовувався такий культиватор на Подніпров'ї та в смузі переходу від Полісся до Лісостепу.